# Bertha Badt-Strauss
Bertha Badt-Strauss, née Bertha Badt le 7 décembre 1885 à Breslau (en province de Silésie) et décédée le 20 mai 1970 à Chapel Hill en Caroline du Nord (États-Unis), est une journaliste et écrivaine juive de langue allemande puis anglaise.

## Biographie

### En Allemagne
Bertha nait dans une famille juive religieuse traditionnelle. Son père Benno Badt (1844-1909) est un enseignant et philologiste. Sa mère Martha, née Guttmann, (1858-1929) est aussi enseignante. Breslau à l'époque est la troisième plus grosse communauté juive d'Allemagne. 
Bertha étudie la littérature, le latin, l'anglais et la philosophie à Breslau, Berlin et Munich et est une des premières femmes à obtenir le grade de docteur en Prusse. Sa thèse de doctorat a pour titre: Annette von Droste-Hülshoff, ihre dichterische Entwicklung und ihr Verhältnis zur englischen Literatur (Annette von Droste-Hülshoff, son développement poétique et sa relation à la littérature anglaise). Pendant ses études, Bertha participe à l'école de poésie de Breslau, un groupe littéraire réunissant de très nombreux jeunes écrivains. 
Bertha, comme son frère Hermann Badt (1887-1946) et sa sœur Lotte Prager (1891-1957), est une ardente sioniste, très impliquée dans le mouvement sioniste culturel appelé Renaissance juive, inspiré de Martin Buber. Faisant le constat que l'assimilation des Juifs en Allemagne, préconisé par Moses Mendelssohn, le philosophe juif allemand du XVIIIe siècle, défenseur des Lumières, est un échec cuisant en raison de la persistance et même de l'augmentation de l'antisémitisme dans l'Allemagne d'avant la Première Guerre mondiale et sous la république de Weimar,  la Renaissance juive propose, à l'opposé, le développement de l'identité juive, non seulement du point de vue religieux, mais sous ses aspects culturels et historiques. Bertha Badt-Strauss adhère pleinement à ces idées, qu'elle développe et propage dans ses écrits. 
En 1913, elle s'installe à Berlin et épouse Bruno Strauss, un professeur de lycée et spécialiste de Moses Mendelssohn. En 1921, nait leur unique enfant, Albrecht. Ensemble, elle et son mari, respecteront jusqu'à la fin de leur vie, les règles strictes de la religion juive, comme les règles de la cacherout.  
Après la Première Guerre mondiale, elle commence à écrire tout d'abord sur des thèmes juifs, puis des articles scientifiques ou encyclopédiques, des histoires courtes, des biographies et des critiques de livres. Ses articles sont publiés dans des revues juives telles que Jüdische Rundschau (Revue juive), Der Jude (Le Juif), Israelitische Familienblatt (Journal des familles israélites), Blätter des Jüdischen Frauenbundes (Journal de l'association des femmes juives) et Der Morgen (Le Matin) ainsi que dans des journaux non-juifs tels que Vossische Zeitung et le Berliner Tageblatt. Au fil des années, elle devient l'une des journalistes féminines les plus prolifiques et les plus lues à Berlin de l'entre-deux-guerres. Elle coédite la première publication scientifique des œuvres de Droste-Hülshoff et traduit et édite les œuvres de Gertrud Marx, Profiat Duran, Léon de Modène, Süßkind von Trimberg, Heinrich Heine, Rahel Varnhagen, Achim von Arnim, Louise von François, William Rosenau, Fanny Lewald et Moses Mendelssohn. Elle contribue au Jüdisches Lexikon et à Encyclopaedia Judaica, écrit de courtes histoires, une biographie non publiée d'Elise Reimarus, un roman par épisode, une biographie collective de femmes juives et en collaboration avec Nachum Tim Gidal, elle publie un livre de photographies. Sa dernière œuvre, publiée en Allemagne, avec son mari, est une anthologie des lettres écrites par Hermann Cohen. 
Dès 1933, une grande partie de sa famille s'enfuit en Palestine. Bertha et son mari décident de rester et malgré les difficultés croissantes, Bertha continue à publier ses textes principalement dans le Bayerischen Israelitischen Gemeindezeitung (Journal de la communauté juive de Bavière) et le Jüdischen Rundschau. Par sécurité, ils envoient en 1933 leur fils Albrecht continuer ses études au Royaume-Uni où il vit d'abord chez une famille d'accueil et plus tard au Regent's Park School.
En 1935, le couple se rend en Palestine pour étudier les conditions d'émigration. Bertha y est très favorable, mais son mari Bruno s'y oppose.

### Aux États-Unis
Le 26 août 1939, Bertha et son mari fuient l'Allemagne nazie, et après un séjour à Londres, partent en octobre pour les États-Unis. Ils s'installent à Shreveport en Louisiane (États-Unis) où Bruno Strauss obtient un poste d'enseignant au Centenary College. En Amérique, Bertha Badt-Strauss continue à publier, mais à un rythme moins soutenu, car sa santé se détériore. Elle est atteinte de sclérose en plaques ce qui la handicape énormément. De 1940 à 1965, elle publie quelque 200 articles pour de nombreuses revues juives américaines telles que Aufbau, The Jewish Way, The Menorah Journal, The Reconstructionist, The National Jewish Monthly,  Hadassah Newsletter et le Women’s League Outlook, ainsi qu'une biographie de la sioniste américaine et poète Jessie Sampter.
En 1951, elle publie dans le The Menorah Journal un récit autobiographique: My world, and how it crashed (Mon monde, et comment il s'est écrasé). De plus en plus handicapée, elle ne quitte plus sa maison. Elle écrit son dernier article en 1965 pour le Aufbau, à l'âge de 80 ans. 
Son mari décède en mai 1969, et Bertha Badt-Strauss meurt l'année suivante, le 20 mai 1970, dans la maison de son fils.

## Ouvrages
- (de):  Annette von Droste-Hülshoff, ihre dichterische Entwicklung und ihr Verhältnis zur englischen Literatur; Leipzig; 1909
- (de):   Rahel und ihre Zeit. Briefe und Zeugnisse; éditeur: Eugen Rentsch Verlag; Munich; 1912
- (de):  Gertrud Marx: Jüdische Gedichte; sélectionné et édité par Bertha Badt; éditeur Jüdische Verlag; Berlin; 1919
- (de):  Bath Hillel. In Bene Berak und andere Erzählungen; publié par Bertha Badt; Berlin; 1920
- (de):  Die Lieder des Süßkind von Trimberg; édité et traduit par Bertha Badt; éditeur: Fritz Gurlitt; Berlin;
- (de):  Menschen untereinander von Rahel Varnhagen, 1928
- (de): Heinrich Heine: Gesammelte Werke; avec introduction de Bertha Badt-Strauss; volumes 1 et 2; éditeur: Voegels; collection: Adler Klassiker; 1er janvier 1928; ASIN: B00196AA9K
- (de):  Moses Mendelssohn, der Mensch und das Werk: Zeugnisse, Briefe, Gespräche; éditeur: Der Heine-Bund; Berlin; 1er janvier 1929;  ASIN: B00326520M
- (de):  Annette von Droste-Hülshoff: Sämtliche Werke; sélectionné par Bertha Badt-Strauss et Kurt Pinthus; édité par Karl Schulte Kemminghausen; 4 volumes; Munich; 1925–1930
- (de):  Jüdinnen; paru dans la revue Vorwort; réédité en livre: éditeur: Joachim Goldstein Jüdische Verlag; Berlin; 1937
- (de):  Hermann Cohen:.Briefe; lettres sélectionnées et éditée par Bertha et Bruno Strauss; Berlin; 1939
- (en):   White Fire. The Life and Works of Jessie Sampter; éditeur: Reconstructionist Press; New York; 1956; ASIN: B0007E28HM; réédition: éditeur: Ayer Co Publisher; juin 1977;  (ISBN 0-405-10224-0)